# Török Tivadar (labdarúgó)
Török TIvadar (1904. május 9. – 1973.) válogatott labdarúgó, balhátvéd. A sportsajtóban Török II néven volt ismert.

## Pályafutása

### Klubcsapatban
A Nemzeti FC labdarúgója volt. Pályafutása során először csatárként, majd fedezetként játszott. Végül hátvédként szerepelt és erről posztról került be a válogatottba. Harcos, jól szerelő, jó rúgótechnikával rendelkező játékos volt.

### A válogatottban
1930–1931 között három alkalommal szerepelt a magyar labdarúgó-válogatottban.

## Statisztika

### Mérkőzései a válogatottban
| Magyarország | Magyarország      | Magyarország                    | Magyarország  | Magyarország | Magyarország  | Magyarország | Magyarország | Magyarország |
| #            | Dátum             | Helyszín                        | Hazai         | Eredmény     | Vendég        | Kiírás       | Gólok        | Esemény      |
| ------------ | ----------------- | ------------------------------- | ------------- | ------------ | ------------- | ------------ | ------------ | ------------ |
| 1.           | 1930. október 26. | Budapest, Hungária körúti pálya | Magyarország  | 1 – 1        | Csehszlovákia | barátságos   | -            |              |
| 2.           | 1931. március 22. | Prága, Sparta-pálya             | Csehszlovákia | 3 – 3        | Magyarország  | Európa-kupa  | -            |              |
| 3.           | 1931. május 21.   | Belgrád, BSK-pálya              | Jugoszlávia   | 3 – 2        | Magyarország  | barátságos   | -            |              |
|              | Összesen          |                                 |               | 3            | mérkőzés      |              | 0            | gól          |